# 三村の戦い
三村の戦い（みむらのたたかい）とは小田氏と佐竹氏の合戦である。
佐竹義昭と対立する小田氏治は、義昭が上杉輝虎の関東出陣に参加すべく、常陸を離れた隙を狙って、義昭の一門衆である常陸府中城主大掾貞国を攻撃した。（永禄6年）1563年2月29日、三村で合戦となり、氏治が勝利すると、義昭は対抗措置として実弟を大掾氏に送り込み大掾昌幹と名乗らせ、攻勢に出た。その影響で佐竹氏は領土を常陸中部にまで広げることが出来た。
なおこの後昌幹は大掾氏一門の反発を買い、佐竹氏に出戻りすると、今度は小野崎氏を継ぎ小野崎義昌と改名した。